# Laxtjärnen (Jokkmokks socken, Lappland, 736626-170090)
Laxtjärnen är en sjö i Jokkmokks kommun i Lappland och ingår i Luleälvens huvudavrinningsområde. Sjön har en area på 0,0572 kvadratkilometer och ligger 298,1 meter över havet.

## Delavrinningsområde
Laxtjärnen ingår i det delavrinningsområde (736610-170216) som SMHI kallar för Mynnar i Sudokbäcken. Medelhöjden är 255 meter över havet och ytan är 5,61 kvadratkilometer. Det finns inga avrinningsområden uppströms utan avrinningsområdet är högsta punkten. Vattendraget som avvattnar avrinningsområdet har biflödesordning 4, vilket innebär att vattnet flödar genom totalt 4 vattendrag innan det når havet efter 133 kilometer. Avrinningsområdet består mestadels av skog (91 procent). Avrinningsområdet har 0,11 kvadratkilometer vattenytor vilket ger det en sjöprocent på 1,9 procent.